# Курень имени Шевченко
Курень имени Тараса Григорьевича Шевченко — особый украинский полк армии Колчака, сформированный из украинских переселенцев в Западной Сибири и на Алтае. Назван в честь украинского поэта Тараса Шевченко.

## История
Полк им. Т. Г. Шевченко, вооруженное формирование периода Гражданской войны. Начал формироваться как воинская часть Вооруженных сил Временного Сибирского правительства летом 1918 в Челябинске, в казармах 196-го пехотного Инсарского полка, из числа добровольцев переселенцев-украинцев и военнопленных австро-венгерской армии. По слухам имел весьма сильные пропетлюровские взгляды. Стремясь привлечь в армию украинцев, военные власти под командованием ген. М. В. Ханжина приняли решение присвоить формировавшейся части назв. «Курень» и имя Т. Г. Шевченко (некоторое время отбывавшего ссылку в батальонах Оренбургской военно-пограничной линии). Полк им. Шевченко (командир поручик Святенко) входил в Челябинский гарнизон. Командный состав назначался из украинцев (обер- и унтер-офицеров быв. 109-го и 163-го запасных пехотных полков) и русских офицеров. По окончании формирования полк был включен в состав Западной армии (3 марта 1919). 
Большевики и анархисты развернули среди солдат работу, направленную на создание нелегальных ячеек и подготовку вооруженного восстания в частях белых; в полку им. Шевченко пропагандистская работа была наиболее результативной. По заданию Челябинской РКП(б) в полк направлялись под видом добровольцев проверенные члены партии; так, в его состав влилась группа большевиков под руководством В. Г. Киселева, которая уже с января 1919 года вела агитационную работу среди солдат. Вскоре в полку был создан военный революционный совет, в который вошли: В. И. Орловский, Ф. С. Колчук, В. М. Король, Д. Е. Лебединский, М. Мартынюк и С. П. Пацек; связь с чел. штабом осуществлял Киселев. Совет провел значитительную работу среди мобилизованных солдат. В каждом подразделении полка создавались подпольные ячейки, сама организация к весне 1919 года достигла численности 500 чел. К моменту отправки полка на фронт значительная часть личного состава находилась под влиянием большевиков. 
Подпольный горком РКП(б) Запланировал вооруженное восстание на 12 апр. 1919 года; полку им. Шевченко отводилась наиболее ответственная задача — захват здания штаба Западной армии и бронемашин, разоружение Добровольческого полка сербов, хорватов и словенцев, школы подпрапорщиков. Горком планировал, что к моменту восстания части Красной Армии подойдут к городу на 70—100 верст и большевики смогут продержаться до их подхода. Активность солдат Куреня им. Т.Г. Шевченко вызвала подозрение у контрразведки армии белых. Командованием было принято решение об отправке полка на фронт в начале марта 1919 года. Военный революционный штаб подпольной организации дал поручение полковому совету по прибытии на фронт перейти на сторону Красной Армии с полным вооружением. 
Полк прибыл 30 апреля на ст. Сарай-Гир Самаро-Златоуст. ж. д. в распоряжение начальника Одиннадцатой Уральской стрелковой дивизии (нач. ген.-м. В. В. Ванюков) Шестого Уральского армейского корпуса (командир ген.-м. Н. Т. Сукин), куда входили также Двенадцатая Уральская стрелковая дивизия (нач. Р. К. Бангерский) и отд. подразделения. Участок фронта, удерживавшийся указ. частями, имел важное стратегическое значение для всей Западной армии. Согласно сводке штаба Западной армии, «части 7-й дивизии после упорных боев 30 апреля под натиском значительных, превосходящих сил красных вынуждены были отойти за Кинель, заняв Бугуруслан. Части 11-й дивизии к вечеру под давлением красных вынуждены были отойти на линию дд. Мукменево — Воскресенск — Кузьминовка — ст. Амирова. Потери обеих сторон велики». 

Полк им. Шевченко, направлен в расположение в 11—12 км от ж/д. станции дер. Кузькино (др. назв. Кузьминовка, Кузьминское), где находились 41-й Урал. (сформированный осенью 1918 в Челябинске) и 46-й Исетский полки, штаб 11-й див., 1 мая в 5 ч вечера поднял восстание, в ходе которого было убито около 60 офицеров. Командование полком принял на себя Пацек, начальник штаба избрали Орловского. Восстание поддержало около 2,5 тыс. солдат из состава 41-го Урал., 43-го Верхнеурал., 44-го Кустанайского стрелк. полков (11-й Урал. див. ), 4б-го Исетского стрелк. полка (12-й Урал. див. ) и Двадцать второго Златоустовского горных стрелков полка (Шестой Уральской горных стрелков дивизии). Восставшие части во главе с авангардным Шевченковским полком в ночь на 2 мая двинулись к передовой линии навстречу красным. Произведя разведку, вышли в расположение Верхнеурал. каз. полка (командир С. П. Галунов). Особой казачьей бригады И. Д. Каширина. По оценке нач. штаба 6-го Урал. корпуса П. П. Петрова, действия полка им. Шевченко сыграли значимую роль в развитии событий на Вост. фронте: 
«Подошедший в район Абдулино Украинский полк “Курень Шевченко” был двинут на участок 11-й дивизии, в наиболее угрожаемое место, днем этот полк был с радостью встречен, как поддержка, а ночью он выставил пулеметы против своих соседей и штаба дивизии и пытался захватить насильно командный состав 11-й дивизии для передачи красным. На другое утро курень был в рядах врагов. Эго, конечно, страшно повлияло на дух изможденных уже частей... Началось общее отступление всей армии — начало общего конца всего белого движения». На состоявшемся 2 мая митинге бойцов Туркестанской армии красных солдаты полка заявили о добровольном вступлении в ряды Красной Армии. И. Д. Каширин доложил 4 мая команд. армией Г. В. Зиновьеву: «К вечеру 1 мая передовые части вверенной мне бригады с боем достигли линии дд. Васильевна (Кармежка) — Тимошкино. В 21 час в д. Амирова (Бакирова) прибыли делегаты от украинского куреня и остатков 11-й дивизии — 41, 43 и 4б-го полков. Из заявления делегатов было видно, что они перебили свой командный состав и стоят перед нами с оружием в руках и готовы перейти на нашу сторону. По приблизительным подсчетам, перешедших оказалось свыше 1000 человек состава так называемого украинского куреня имени Шевченко и до 1500 человек полков 41, 43, 46 и 22-го Златоустовского — всего до 3000 человек при 11 пулеметах, 3 трехдюймовых орудиях и обозах... Перешедшие принесли с собой винтовки». 
Из перешедших к красным солдат был сформирован первый на Восточном фронте Украинский добровольческий полк (числ. в 1250 штыков и 75 сабель), отправлен по решению РВС в Бугуруслан на пополнение и полит. подкрепление Туркестанской армии. В Красной Армии полк получил наименование 210-го стрелковый украинский имени В. И. Ленина; с нояб. 1919 — 216-го стрелковый полка им. Ленина (название "украинский" было упразднено) в составе 3-й бригады Двадцать четвёртой стрелковой дивизии. Участвовал в сражениях на Южном Урале и Украине, в советско-польской войне (1920). Позднее был слит с 212-м Московским стрелковым полком 24-й стрелковой дивизией (13 июля 1921).

## Униформа
По воспоминаниям современников, бойцы куреня были одеты в добротные бурые медвежьи папахи, шинели и сапоги. Отличиями куреня были желтые погоны с синими кантами под цвет украинского флага, на которых нашивались белые лычки у нижних чинов или звезды у офицеров. Офицеры носили серые смушковые папахи со шлыком (синим или жёлтым) и золотыми кисточками на нем. Кокарда на папахах была общерусского образца (вероятно — драпированная сине-желтой ленточкой украинского флага).
Лебединский Д.Е. Курень Шевченко – полк Ленина:

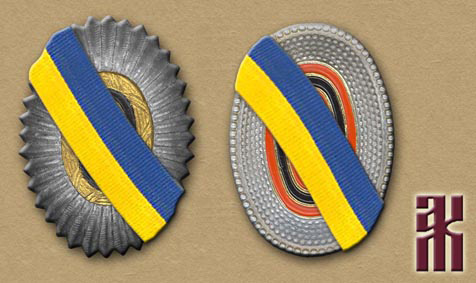
Кокарды, использовавшиеся в Курени имени Т.Г.Шевченко

На мне — форма особого куреня имени Тараса Шевченко: бурая меховая папаха с кокардой царского образца, на плечах — желтые погоны с синим кантом — эмблема «жовтоблакитных самостийникив». На погонах три белые лычки. Я — старший урядник.

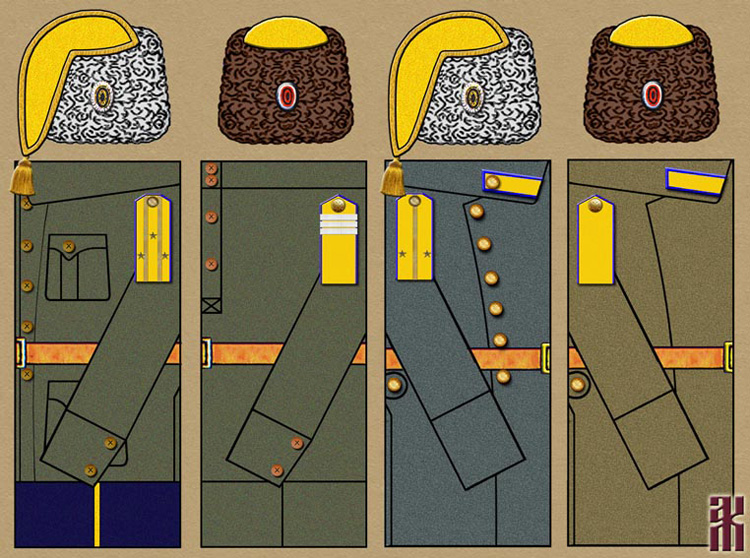
Формы одежды чинов Куреня (полка) имени Тараса Шевченко. Старший офицер (подполковник) изображен одетым во френч и цветные шаровары (в литературе этот факт не прослеживается, однако можно предположить, что отлично обмундированный и экипированный полк мог себе позволить некоторые «изыски»).

## Воинские звания
Погоны чинов Куреня (полка) имени Тараса Шевченко. В реконструкции, выполненной К. Новиковым, приборный металл погонных пуговиц и офицерских просветов показан как серебряный. Однако в воспоминаниях встречается упоминание о «золотых кистях» на шлыках папахи: думается, они соответствовали приборному металлу полка.
| [1]    | Воинские звания младшего состава | Воинские звания младшего состава | Воинские звания младшего состава | Воинские звания среднего состава | Воинские звания среднего состава | Воинские звания среднего состава |
| ------ | -------------------------------- | -------------------------------- | -------------------------------- | -------------------------------- | -------------------------------- | -------------------------------- |
| Погоны |                                  |                                  |                                  |                                  |                                  |                                  |
| Звание | Казак                            | Приказный                        | Младший урядник                  | Старший урядник                  | Бунчужный                        | Подхорунжий                      |

| [1]    | Воинские звания среднего состава | Воинские звания среднего состава | Воинские звания среднего состава | Воинские звания высшего состава | Воинские звания высшего состава | Воинские звания высшего состава |
| ------ | -------------------------------- | -------------------------------- | -------------------------------- | ------------------------------- | ------------------------------- | ------------------------------- |
| Погоны |                                  |                                  |                                  |                                 |                                 |                                 |
| Звание | Хорунжий                         | Сотник                           | Подъесаул                        | Есаул                           | Войсковой старшина              | Куренной Атаман                 |

## В искусстве
- Эпизод с изменой формирования и переходом на сторону большевиков был показан в сериале «Адмиралъ». Курень им. Шевченко в сериале называется «2-м Украинским полком».